# Hermann Kant
Hermann Kant (14. června 1926 Hamburk – 14. srpna 2016 Neustrelitz) byl německý spisovatel, romanopisec, esejista a politik, v letech 1981–1990 poslanec Sněmovny lidu NDR a v letech 1986–1989 člen Ústředního výboru SED.

## Život a dílo
Pocházel ze skromných poměrů, otec byl tovární dělník a zahradník. Během bombardování Hamburku rodina uprchla do Parchimu v Meklenbursku k dědečkovi hrnčíři. Hermann se vyučil elektromontérem, jako osmnáctiletý v roce 1944 narukoval do Wehrmachtu a odjel na východní frontu. Byl zajat a internován v zajateckém pracovním táboře v Polsku. Po válce mu chybělo středoškolské vzdělání, proto nejdříve vstoupil do programu dělnických a rolnických fakult Německé demokratické republiky, poté absolvoval studium německé literatury na Humboldtově univerzitě v Berlíně a začal psát zážitky ze své dramatické minulosti.
Literárně debutoval poloautobiografickým románem Aula (1965), který získal jednomyslně příznivý ohlas jak západních, tak prokomunistických kritiků. Dalším populárním dílem byl Der Aufenthalt (Dočasné bydliště, 1977) s tematikou válečného zajetí. V roce 1978 byl po Anně Seghersové zvolen předsedou Svazu spisovatelů NDR, a tím i prorežimním státním úředníkem. Obdržel několik literárních cen a státní vyznamenání NDR. Do roku 1990 stál v čele svazu spisovatelů, poté co byla odhalena jeho identita tajného spolupracovníka Stasi s krycím jménem „IM Martin“, vystoupil roku 1992 z Německé akademie umění i z PEN-klubu, provedl veřejnou sebekritiku a zmizel z veřejného života. Dále byl literárně činný. Jeho povídky a eseje vyšly v němčině roku 2021 pod názvem Therapie.
Jeho mladší bratr Uwe Kant (* 1936) je spisovatelem dětských knih.